# Monte Tláloc
Monte Tláloc är ett berg i Mexiko.   Det ligger i kommunen Texcoco och delstaten Mexiko, i den sydöstra delen av landet, 40 km öster om huvudstaden Mexico City. Toppen på berget är 4 151 meter över havet, eller 933 meter över den omgivande terrängen. Bredden vid basen är 20,0 kilometer.
Terrängen runt Monte Tláloc är kuperad österut, men västerut är den bergig. Mount Tlaloc är den högsta punkten i trakten. Runt Monte Tláloc är det mycket tätbefolkat, med 2 345 invånare per kvadratkilometer. Närmaste större samhälle är San Vicente Chicoloapan, 19,9 km väster om berget. I omgivningarna runt berget växer i huvudsak blandskog.